# Jeong Ji-so
Jeong Ji-so (wirklicher Name: Hyeon Seung-min; * 17. September 1999) ist eine südkoreanische Schauspielerin. Bis 2019 verwendete sie ihren wirklichen Namen, tritt aber seit Parasite (2019) unter dem Namen Jeong Ji-so auf.

## Filmografie

### Filme
- 2014: Daughter (다우더)
- 2015: The Tiger – Legende einer Jagd (대호 Daeho)
- 2019: Parasite
- 2021: The Cursed: Dead Man’s Prey

### Fernsehserien (Auswahl)
- 2016: W
- 2020: The Cursed (방법 Bangbeop)
- 2021: Imitation
- 2021: Doom At Your Service
- 2022–2023: The Glory